# DUEL LOVE 恋する乙女は勝利の女神
『DUEL LOVE 恋する乙女は勝利の女神』（デュエルラブ こいするおとめはしょうりのめがみ）は、2008年3月13日にバンダイナムコゲームス（バンダイレーベル）から発売されたニンテンドーDS用ソフト。キャラクターデザインは中条比紗也。
予約特典として「桂桜学園入学案内ディスク」という特典DVDが配布された。さらに一部の店舗では「君に贈る感謝の気持ちボイスCD」という特典CDが追加して配布された。
発売に先立ち、少女漫画雑誌『ザ花とゆめ』（白泉社）の2008年3月25日号（2月15日発売）より漫画版の連載が始まっている。

## 概要
ゲームジャンルは「セコンド系恋愛アドベンチャー」とされ、乙女ゲームの1つである。DS用ソフトでは本作以前にもいくつか乙女ゲームがリリースされているが、それらはDS以外のハードから始まったシリーズ物もしくは版権物であり、本作はDS発の乙女ゲームとしては初の本格的なオリジナルタイトルである。ジャンルの「セコンド」にあるとおり、恋愛対象キャラクターは格闘技に携っている男子学生が対象となる。主人公が転校していく高校である桂櫻学園には、夜の旧校舎でB-1という格闘技の試合が行われている。その試合に参加している選手達と主人公との関わりを深くしていくのがこのゲーム。物語は短いが、治療や汗を拭くなどのミニゲームなどが多い。マンガ家の鈴木信也が、プレイしたことを、自身の作品の単行本に記している。

### ヘブン状態
本ゲーム内のミニゲーム（汗拭きなどの選手のサポート）における最高の状態を表す言葉。最高の状態だけあってミニゲームを上手く行うとこの状態になる。ヘブン状態になると背景は虹色に光り、選手は恍惚とした表情を浮かべるようになる。インターネットコミュニティ上ではそのネーミングと画面が話題になっており、その結果乙女ゲームとは程遠い層からの注目を浴びるようになった。

## 登場人物
結城 仁
声：浪川大輔
スポーツは万能で学校での評価も高い。冷たい態度で人を遠ざけようとするため、近付く女子はあまりいない。ボクシングを得意とし、B-1に出ている生徒の中でも引き締まった身体をしている。初めからキングを倒すことを目標としている。よく海辺でトレーニングをしており、休み時間には教室に居ることが多い。
朝倉 勇馬
声：福山潤
どんな時でも暗くはならず、学園のムードメーカー的存在。女の子に対しても明るく、友達のように接してくれる。
あまり裕福でない家族のために、放課後に公園のたこ焼き屋でバイトしている。主人公のことを可愛い・花のようだと褒める。
長尾 信一郎
声：遊佐浩二
口数の多いほうではなく、言葉が足りない場合が多々ある。感情表現も得意でないので、時として回りの誤解を生みやすい。ただし心を開いた相手には笑顔を見せたりする。
小さい頃から有名な家系の元で練習をしてきたため、B-1でも多く活躍している。勉強面でも優れていて、図書室にいることが多い。放課後は手芸部の参考にと雑貨屋にいることが多い。
竜造寺 景
声：置鮎龍太郎
有名な家庭で育ったセレブではあるが、それを鼻にかけず性格も紳士的である。成績優秀、スポーツ万能で性格もよいため、男女問わず全校生徒の憧れの的。
B-1の選手でもあり、試合中は髪を結んで参戦している。放課後等は音楽室や駅前にいることが多い。
立花 智彦
声：粕谷雄太
小学生がそのまま高校生になったようなあどけなさを持つ。実は、腹黒い一面を持っている。
中学生時代は見た目のせいで女と間違われることも多く、その度にからかわれていた。面倒で否定せずだんまりを決め込んでいたが、余計面倒くさく感じ、高校では明るく振る舞っている。仕事で忙しい両親のせいで祖父母と暮らしている。主人公の前でキングに殴られるまで本気で練習はしていなかったが、その後練習を始める。
伊達 正義
声：中井和哉
学園での生徒会長で、B-1のキングでもある。ある条件を満たすと、彼のルートが出てくる。
姉小路 淸太
声：河本啓佑
マルコ・ジャンニーニ
声：諏訪部順一
二階堂 敦也
声：野島健児
二階堂 鉄也
声：菅沼久義
滝川 恭士
声：小野大輔
島津 晃
声：杉田智和

## 主題歌
オープニング、エンディングともにGRANRODEOが楽曲を提供している。
- オープニングテーマソング「NOT for SALE」 作詞：谷山紀章、作・編曲：飯塚昌明
- エンディングボーナストラック「GAMBiT」 作詞：谷山紀章、作・編曲：飯塚昌明

## Webラジオ
- パーソナリティ：野島健児（二階堂敦也役）・菅沼久義（二階堂鉄也役）
- 配信サイト：ランティスWebラジオ
- 配信期間：2008年4月24日 - 7月24日（全14回）

## 漫画
『ザ花とゆめ』（白泉社）にて、2008年3月25日号（2月15日発売）より2009年4月1日号（2009年2月27日）まで連載し、花とゆめCOMICSより全2巻が刊行された。
- 原作：バンダイナムコゲームス、キャラクターデザイン原案：中条比紗也、作画：日向さくら

1. 2008年10月17日発売、ISBN 978-4592182559
2. 2009年4月17日発売、ISBN 978-4592182566

## 小説
『ビーズログ文庫』（エンターブレイン）にて、2008年7月15日に刊行された。
- 原作：バンダイナムコゲームス、著者：水澤なな、イラスト：藤沢美保子
  - 2008年7月15日、ISBN 978-4757743304

## ドラマCD
ランティスから発売。
- DUEL LOVE 恋する乙女は勝利の女神 オリジナルドラマCD「恋する王子は勝利のヘブン」（2008年8月27日発売）